# Carlo Matteucci

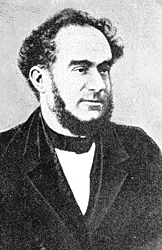
Carlo Matteucci

Carlo Matteucci (* 20. Juni 1811 in Forlì, Romagna; † 25. Juni 1868 in Ardenza bei Livorno) war ein italienischer Physiker und Neurophysiologe.
Matteucci studierte von 1825 bis 1828 Mathematik an der Universität Bologna. Nach seiner Promotion 1829 setzte er seine Studien an der École polytechnique in Paris sowie in Bologna (1832), Florenz, Ravenna (1837) und Pisa fort. 1840 wurde er Professor für Physik an der Universität Pisa.
Angeregt von den Arbeiten von Luigi Galvani stellte er bioelektrische Experimente an. Matteucci war der Erste, dem es gelang, den elektrischen Strom eines Muskels direkt zu messen. Seine Forschungen beeinflussten Johannes Peter Müller und Emil Heinrich du Bois-Reymond.
Ab 1847 war Matteucci aktiv in der Politik, ab 1860 war er Senator. 1862 wurde Matteucci Unterrichtsminister im Kabinett Rattazzi I.
Matteucci wurde 1844 mit der Copley Medal ausgezeichnet. Der Académie royale des Sciences, des Lettres et des Beaux-Arts de Belgique gehörte er seit 1834 an. Seit 1857 war er korrespondierendes Mitglied der Académie des sciences und seit 1867 auswärtiges Mitglied der Bayerischen Akademie der Wissenschaften. Die Farngattung Matteuccia mit der Art Matteuccia struthiopteris (Straußenfarn) ist nach ihm benannt.

## Werke
- Lezioni di fisica. 2 Bände. Pisa 1841.
- Sur un phenomene physiologique produit par les muscles en contraction. In: Ann. Chim. Phys. Band 6, 1842, S. 339–341.
- Lezioni sui fenomeni fisico-chimici dei corpi viventi. Pisa 1844.
- Trattato dei fenomeni elettrofisiologici degli animali. 1844.
- Manuale di telegrafia elettrica. Pisa 1850.
- Cours spécial sur l'induction, le magnétisme de rotation, etc. Paris 1854.
- Corso di elettrofisiologia. 1857.